# Distretto di Alaca
Il distretto di Alaca (in turco Alaca ilçesi) è un distretto della provincia di Çorum, in Turchia.

## Amministrazioni
Al distretto appartengono 4 comuni e 94 villaggi.

### Comuni
- Alaca (centro)
- Alacahöyük
- Büyükhırka
- Çopraşık

### Villaggi
| - Akçaköy - Akçiçek - Akören - Akpınar - Altıntaş - Bahçeli - Balçıkhisar - Belpınar - Beşiktepe - Boğaziçi - Bolatçık - Bozdoğan - Büyük dona - Büyük söğütözü - Büyükcamili - Büyükkeşlik - Çalköy - Çatak - Çatalbaş - Çatalkaya - Çelebibağı - Çetederesi - Çevreli - Çırçır - Çikhasan - Çomar - Çöplü - Çöplüavutmuş - Dedepınarı - Değirmendere - Değirmenönü - Dereyazıcı | - Eren - Eskiyapar - Evci - Fakılar - Gazipaşa - Gerdekkaya - Geven - Gökören - Harhar - Haydarköy - Hışır - İbrahimköy - İsahacı - İsmailli - Kalecikkaya - Kapaklı - Karaçal - Karatepe - Kargın - Karnıkara - Kayabüvet - Kıcılı - Kılavuz - Kızıllı - Kızılyar - Kızkaraca - Killik - Koçhisar - Koyunoğlu - Körpınar - Kuyluş | - Kuyumcusaray - Kuzkışla - Küçükcamili - Küçükdona - Küçükhırka - Küçükkeşlik - Külah - Küre - Kürkçü - Mahmudiye - Mazıbaşı - Miyanesultan - Onbaşılar - Örükaya - Perçem - Sancı - Sarısüleyman - Seyitnizam - Sincan - Soğucak - Sultanköy - Suludere - Tahirabat - Tevfikiye - Tutaş - Tutluca - Ünalan - Yatankavak - Yenice - Yeniköy - Yüksekyayla |